# Zita Pels
Zita Pels (Amsterdam, 26 april 1986) is een Nederlandse politica namens GroenLinks.  
Sinds 1 juni 2022 is zij wethouder van Amsterdam.

## Biografie

### Achtergrond
Ze is dochter van GroenLinks-politicus Dick Pels en freelance-tekstschrijver Aya Crébas, wonende in Amsterdam-Centrum. Ze is geboren op de dag van de kernramp in Tsjernobyl. Haar ouders scheidden toen zij jong was en ze woonde vanaf haar vierde enige tijd in de Oranje-Nassau Kazerne aan de Sarphatistraat, dan net omgebouwd tot sociale woningen.

### Opleiding en loopbaan
Pels ging naar de havo via montessorionderwijs, maar wist die met moeite te halen. Ze ontwikkelde een sterk anti-autoriteitsgevoel en was liever paardenmeisje.
Ze studeerde tot 2004 management, economie en recht aan de Hogeschool van Amsterdam, waar zij haar propedeuse behaalde. Vervolgens volgde zij van 2004 tot 2006 een mbo-opleiding tot instructeur paardensport bij de Helicon Opleidingen. Van 2005 tot 2009 volgde zij een bachelor in bestuurs- en organisatiewetenschap aan de Universiteit Utrecht. Van 2009 tot 2011 volgde zij een master in religiestudies aan de Universiteit van Amsterdam.
Van 2005 tot 2015 was Pels ondernemer in de paardensport als instructeur en adviseur van hippische bedrijven. Van 2010 tot 2014 was zij docent levensbeschouwing op het Damstede Lyceum. Van 2015 tot 2019 was zij directeur van Stichting Kyra Foundation, die de Boerderij op IJburg beheert. Sindsdien is zij bestuurslid van de stichting.

### Politieke loopbaan
Pels was van 2015 tot 2018 namens GroenLinks commissielid van Noord-Holland en van 2018 tot 2019 namens GroenLinks lid en fractievoorzitter van de Provinciale Staten van Noord-Holland. Zij was lijsttrekker van GroenLinks bij de Provinciale Statenverkiezingen 2019 in Noord-Holland. Sinds 2019 was Pels namens GroenLinks lid van de Gedeputeerde Staten van Noord-Holland met in haar portefeuille Financiën, Circulaire economie, Mobiliteit, Noordzeekanaalgebied (NZKG) en zeehavens, Cultuur, Sport, Personeel en organisatie en Inkoop.
Na de gemeenteraadsverkiezingen van 2022 was Pels zowel informateur als formateur in Diemen en vormde zij een coalitie van GroenLinks, Ons Diemen, D66 en PvdA. Op 25 mei 2022 werd bekendgemaakt dat Pels was voorgedragen als wethouder in Amsterdam namens GroenLinks. Op 1 juni 2022 werd zij als zodanig als opvolger van Marieke van Doorninck (eveneens GroenLinks) benoemd. Als wethouder heeft zij Duurzaamheid, Energietransitie en Circulaire Economie, Volkshuisvesting, Dierenwelzijn, Afval en Reiniging en Voedsel in haar portefeuille.

### Ziekte en herstel
In 2023 werd ze getroffen door een infectie; ze herstelde daarvan wel, maar viel tijdelijk weer uit. Ze schreef er een verhandeling over en over de druk van een zestigurige werkweek. Haar wens om lijsttrekker van GroenLinks Amsterdam te worden zat haar herstel enigszins in de weg. In januari 2025 kon ze weer aan de slag als wethouder en kreeg daarmee de problematiek van huisschimmel binnen de sociale woningbouw op haar bordje. Ze trok ter behandeling daarvan op met Marjolein Moorman en Rutger Groot Wassink. 